# 女性歇斯底里
女性歇斯底里、女性歇斯底里症、雌性歇斯底里、雌性歇斯底里症（英語：Female hysteria）曾是女性常見的醫學診斷，表現的症狀包括焦慮、呼吸急促、昏厥、緊張、对食物或性生活失去欲望，沒有性慾、失眠、腹痛、煩躁以及「為他人製造麻煩的傾向」。由於無法找到確切的根源，以及建立在對女性身體誤解的發展史之上，因此已被視作非醫學上的疾病。。它的诊断和治疗在西欧已经有数百年的历史。

## 字源
歇斯底里譯自英文 hysteria ，英文則取自希臘語 hystéra ，意思為「子宮」。目前多數考證認定這個病症的命名出現在 2500年前，由希波克拉底（Hippocrates）所提出，當時認定歇斯底里的病因是子宮位移導致，這也代表了只有女性會患有這樣病症。

## 歷史

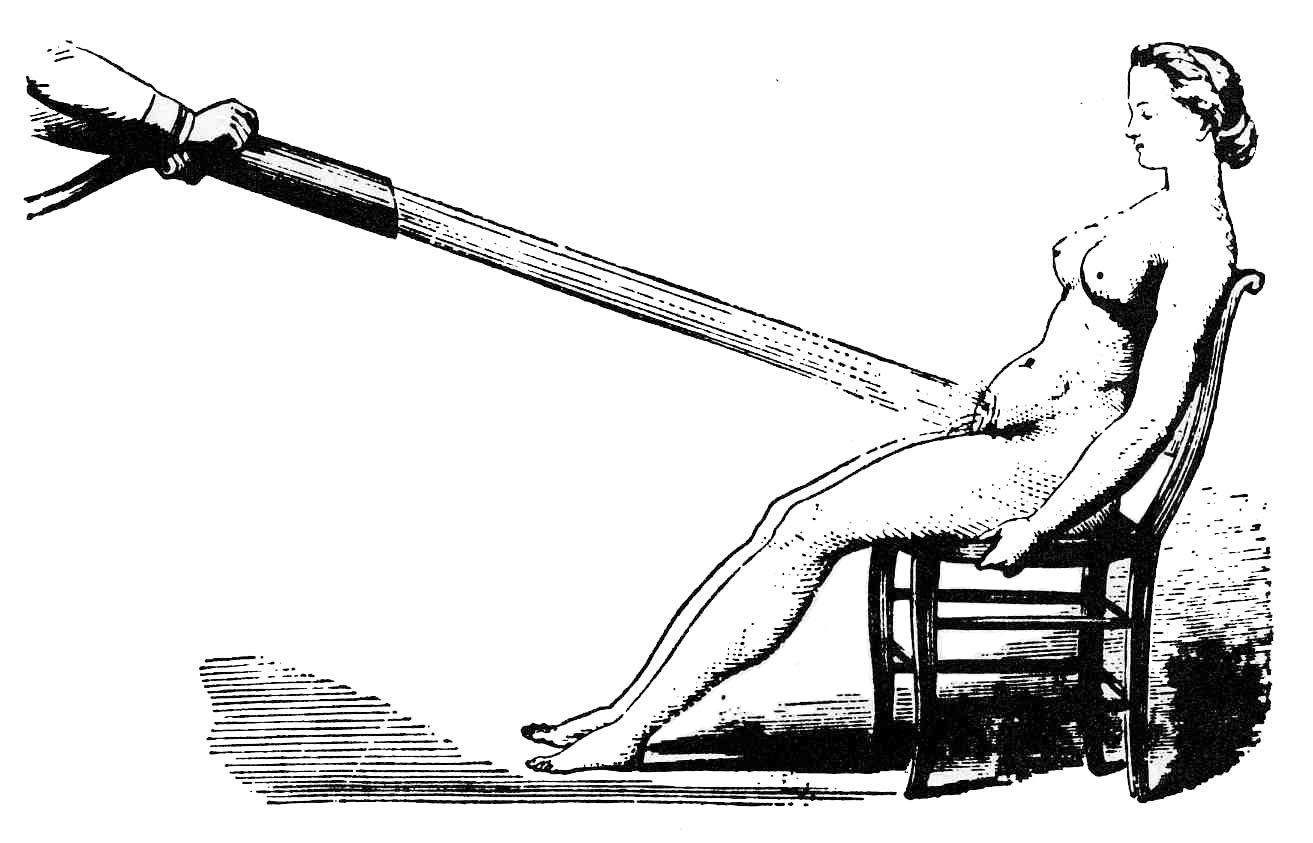
水按摩是一類治療歇斯底里的方法（約1860年）

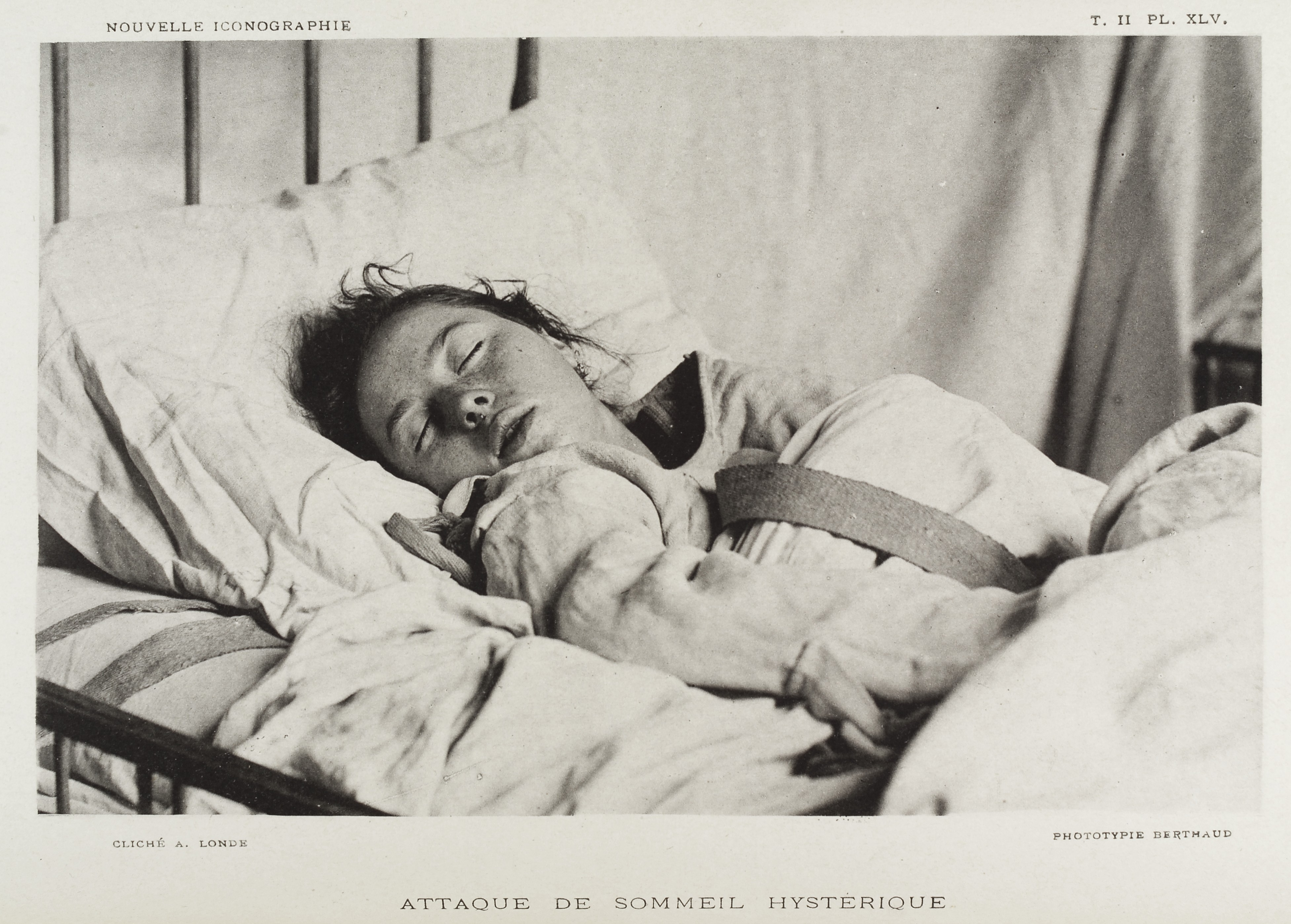
患有睡眠歇斯底里症的女性患者

### 早期發展
歇斯底里的歷史可以追溯到遠古時代。追溯到公元前1900年古埃及，在Medizinische Papyri aus Lahun發現了對女性歇斯底里的第一次描述。
希波克拉底（Hippocrates）在西元前四百年提出此種疾病，相近時期的柏拉圖則認為歇斯底里的症狀源自於子宮無法獲得性行為與生育的滿足，因而感到憂鬱低落導致，這樣的論點也受到亞里斯多德的支持。
羅馬時代的著名醫師兼哲學家克勞狄烏斯·蓋倫同樣延續了希波克拉底對於歇斯底里的解讀，認為這些病症是不安分的子宮所造成，也因此治療的方式持續為「滿足」子宮的性需求。

### 十九世紀
歇斯底里作為一種診斷持續至十九世紀。在十七世紀時，它是僅此於發燒最常出現的疾病；在十九世紀的法國紀錄中，歇斯底里是單一類別研究的最大宗，可見此症狀受到的高度重視。
十九世紀初，法國的心理學家布里克（Pierre Briquet）蒐集並研究了大量的歇斯底里症患者，相關的研究由神經學家让-马丁·沙可（Jean-Martin Charcot）擴充，將罹患歇斯底里的患者由子宮迷走的女人，擴大到曾經具有創傷經驗的男人，並且開始透過催眠等治療方式醫治，這樣的研究與技術也被他的學生佛洛伊德學習。

### 當代
由於佛洛依德的催眠與精神分析在二十世紀初的美國大獲好評，大眾對於歇斯底里的理解也受到佛洛伊德的影響，在美國與多國被採用的美國精神醫學學會出版的《精神疾病診斷與統計手冊》（DSM）中，佛洛伊德式的歇斯底里診斷也被納入其中，雖然不再是女性獨有的病症，但其成因仍與性有高度的關聯。
隨著醫界與社會對於精神疾病診斷的態度改變，神經解剖、神經影像學等醫療技術與知識發展，使得無法被確認出病因的歇斯底里診斷逐漸消失在醫療場域之中，二十世紀末的 DSM-IV已刪除了歇斯底里一詞，並且以「轉化症」（conversion disorder）、「身體化症」（somatization disorder）或者「解離症」（dissociative disorder）等病症名稱來取代原先指涉模糊的歇斯底里。
歇斯底里作為一種診斷之所以被捨棄，除了因為指涉的病症模糊且無法追究病變源頭，還因為其發展史中具有強烈的性別歧視成分，因而在醫療場域上被捨棄不用。

## 診治
由於歇斯底里被視作是源自於子宮的疾病，成因包含了子宮的位移（在解剖學認識身體結構後被捨棄）、性器官的病變以及性的不滿足，因此後兩者便成為主要的治療標的。在布里克的研究中便指出歇斯底里症是由於性的挫敗，因此只要滿足其性需求（性高潮）就能夠痊癒，反之則會造成身體各處的不適甚至神經衰弱。
從蓋倫的時代開始，「骨盆腔按摩」便是治療歇斯底里症的方式，十七世紀的彼得．范．福里斯特（Pieter van Foreest）醫師就曾描述到：
要是症狀像的話，我們必須要求一位產婆來相助。她可以在混合百合、麝香根及番紅花的按摩油幫助下，以手指插入病人的陰道，讓患者可以達到性高潮，這是由蓋倫、阿森維納所建議，對象是那些過著貞潔生活的婦女，尤其是寡婦。
從上述可以得知，骨盆腔按摩所指的就是陰道插入按摩，除了徒手治療外，在水槍機、按摩機等機器問世後也成為「治療」女性歇斯底里的用具。
另外，在精神分析與佛洛伊德的影響下，催眠治療也曾被當作治療歇斯底里的手段之一。

## 影響

### 文學
在許多文學作品中，歇斯底里的症狀被明示或暗示的用來指涉未能獲得性滿足的女性，或是用來描述「發瘋」、「不受控制」的女性形象，例如福樓拜的著作《包法利夫人》之中，女主角艾瑪便是因為丈夫無法滿足自己的愛欲而胡思亂想，並被診斷為「神經病」。該時期的評論家更將艾瑪評為：「些許的歇斯底里，放縱慾望但仍然欲求不滿」。

### 日常生活
歇斯底里雖然已經不是醫療上的疾病分類，但在日常生活中這個詞彙仍然被用來描述情緒不穩的狀況，有些甚至出現生理性的反應例如四肢無力、癲癇，目前醫學診斷會將其視作壓力造成的轉化症，屬於身心醫學研究的分類。

## 進一步閱讀
- Kapsalis, Terri (2008). The Hysterical Alphabet. WhiteWalls. ISBN 9780945323167.
- Libbrecht, Katrien. . London: Transaction Publishers. 1995. ISBN 1-56000-181-X.
- Micale, Mark S. . Princeton University Press. 1995. ISBN 0-691-03717-5.
- Micale, Mark S. . Harvard University Press. 2009-06-30. ISBN 9780674040984 （英语）.
- Micklem, Niel. . Routledge. 1996. ISBN 0-415-12186-8.
- Bronfen, Elisabeth. . Princeton University Press. 2014-07-14. ISBN 9781400864737 （英语）.
- Augsburg, Tanya. . UMI. 1996.
- Showalter, Elaine. . Virago. 1987. ISBN 978-0860688693.
- Lewis Herman, Judith. . Basic Books. 1992. ISBN 978-0-465-08730-3.

## 外部連結
- Erika Kinetz, "Is Hysteria Real? Brain Images Say Yes" （页面存档备份，存于） (The New York Times)
- Female Hysteria during Victorian Era （页面存档备份，存于）